# Natrón
El natrón es un mineral de la clase 05 (minerales carbonatos y nitratos), según la clasificación de Strunz.

## Etimología
La palabra proviene del término NTR del Antiguo Egipto, que significa "divino" o "puro", dando lugar a la palabra compuesta "sal divina". El principal lugar de extracción de esta sal era la zona de Uadi Natrun, en Egipto. La palabra fue empleada en las lenguas semíticas: en acadio nit (i) ru, en arameo nithra, en hebreo neter נתר (para el carbonato de potasio). Posiblemente, a través de fenicio pasó al idioma griego como nitro, y al latín como nitrum. En árabe es natrón, palabra que se transmitió al idioma español.
El término griego nitro y el latino nitrum se utilizaron para el salitre y la sosa, que no fueron reconocidos como sustancias diferentes. 
Daniel Rutherford descubre la química de nitrógeno en el siglo XVIII, aunque el nombre fue dado por el químico francés Chaptal, ya que generaba nitre; por tanto, el término refería en realidad a dos elementos: el nitrógeno y el sodio, que derivan de la misma palabra. 
El término latino natrium dio nombre al sodio, del que deriva su símbolo químico Na.

## Propiedades
Químicamente es un carbonato de sodio natural, muy hidratado.
Eflorece rápidamente cuando se expone al aire seco, transformándose en el monohidrato termonatrita (Na2CO3·H2O).

## Usos

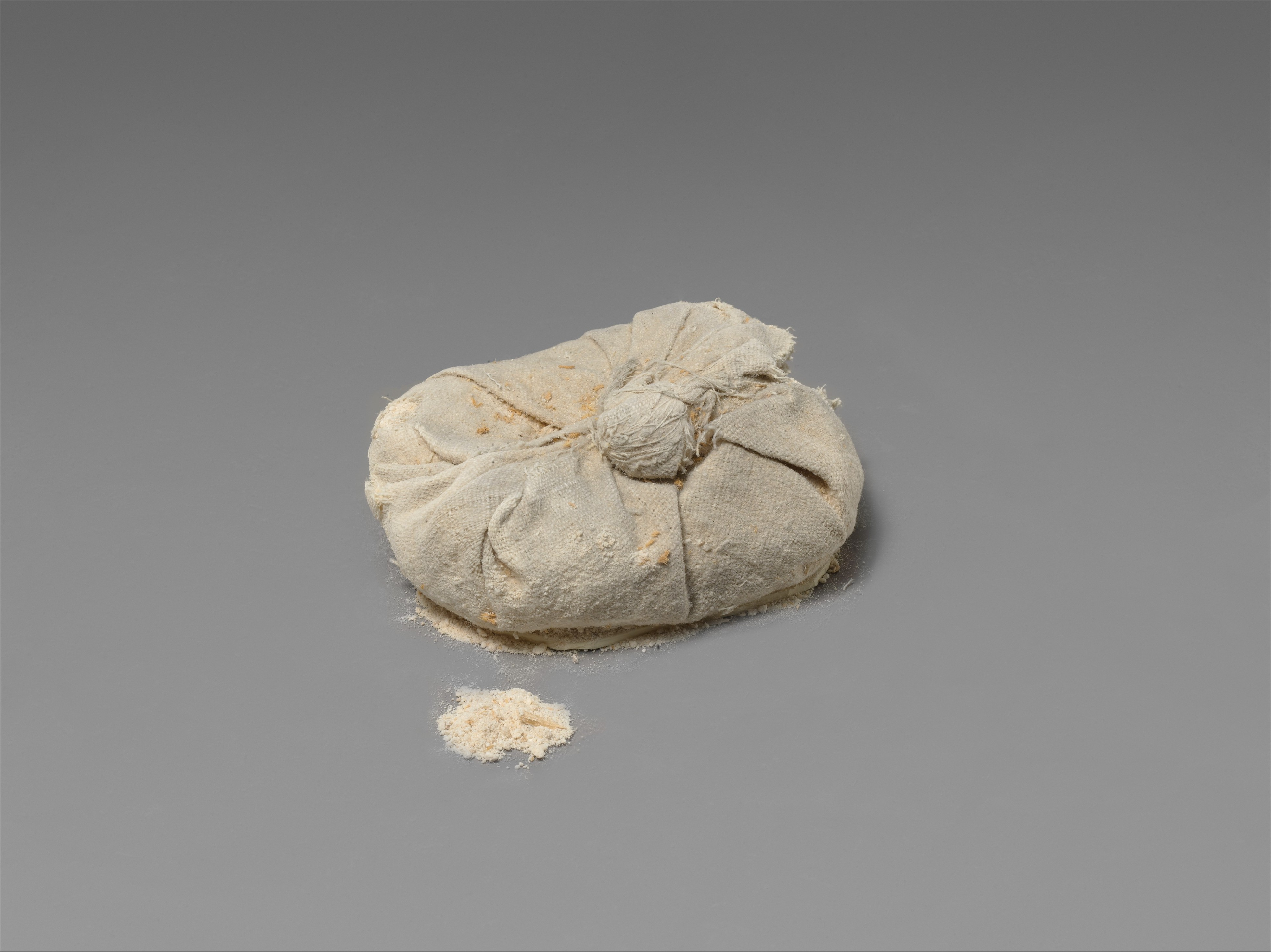
Bolsa de antiguo natrón egipcio. MET.

El natrón fue empleado por los antiguos egipcios en el proceso de momificación. También se utilizaba en la fabricación de cerámica vítrea: fayenza; además, esta sal fue destinada para usos relacionados con la limpieza, tales como el aseo de las viviendas y la higiene del cuerpo.

## Formación y yacimientos
Se forma en ambiente de lago rico en sodio, acumulándose en sus márgenes o bien como un precipitado en el fondo del lago durante las épocas de frío; también se ha encontrado como eflorescencia en lavas.
Suele aparecer asociado en la naturaleza a otros minerales como: termonatrita, trona, mirabilita, gaylussita, yeso o calcita.
Hay importantes yacimientos en Egipto y Rusia.